# Liste der VIVA-Sendungen

Logo von VIVA Deutschland

Die Liste der VIVA-Sendungen enthält eine Aufzählung der Sendungen und Serien, die bei VIVA Deutschland seit Sendestart am 1. Dezember 1993 bis zur Einstellung des Senders am 31. Dezember 2018 ausgestrahlt wurden.

## Ausgestrahlte Sendungen nach Produktionsland
(Sender der Erstausstrahlung der Sendung, falls diese nicht auf VIVA erfolgte)

### Deutschland
- #Trend
- #TweetClips
- 180°
- Alle lieben Jimmy (RTL)
- Alles Pocher, … oder was?
- Amica TV
- Are U Hot?
- Baby-Namen-Check
- Band sucht Bleibe
- Berlin Beat (B1)
- Beziehungschecker
- Big Brother (RTL II)
- Big in America (RTL II)
- Bravo Super Show (RTL II)
- Chart Show/McClip Call – powered by McDonald’s (ProSieben)
- D-Streetstyle
- Das Haus Anubis (Nickelodeon)
- Date oder Fake?
- Deutschstunde
- Die Abschlussklasse (ProSieben)
- E-Beats (VIVA Zwei)
- Elton.tv (ProSieben)
- Eure VIVA Lieblingsklicks
- Facebook Wishlist
- Fashion Trix
- Fast Forward (VIVA Zwei)
- feat.
- Freunde (ProSieben)
- Fleischmann.TV
- Freestyle
- Game One (MTV)
- Get the Clip
- Good Morning Saturday
- Good Morning Sunday
- Heikes Hausbesuch
- Hotmatch
- Housefrau
- Interaktiv
- Jung, sexy, sucht!
- Kamikaze (VIVA Zwei)
- kEwl
- Lämmermann Live (siehe auch Frank Lämmermann)
- LAX – Follow The Black Pony
- Liebe oder nicht
- Liebesbarometer (Bayerisches Fernsehen)
- Lotta in Love (ProSieben)
- Love Test 3 in 1
- Loveline
- Ma’ kuck’n
- Metalla
- Mixery Massive Music
- Mixery Raw Deluxe
- Most Wanted 2000’s
- MTV Home (MTV)
- MTV Top 100 (MTV)
- MTV Unplugged (MTV)
- Music
- Musik zum …
- Nachtexpress
- Neu
- Neu um 9
- Night Sounds
- Night Sounds Party
- Party, Bruder!
- Perfect Kisser?
- Planet VIVA
- Planet VIVA Spezial
- Pop 2000 (WDR)
- Popstars (RTL II)
- Ritmo
- Sarah Kuttner – Die Show
- shibuya
- SMS-Guru
- Special Charts
- Straßencharts
- Summer Love
- Supercharts
- Star Search (Sat.1)
- The Dome (RTL II)
- Treue Tester
- Unser Block
- VASTA
- Verliebt in Berlin (Sat.1)
- Virgin Diaries
- VIVA Chat
- VIVA Charts … 1 Year Ago
- VIVA Charts … 5 Years Ago
- VIVA Club Rotation
- VIVA Legends
- VIVA Liederladen Top 20
- VIVA Live!
- VIVAs Most Played Charts
- VIVA News
- VIVA Quiz
- VIVA Retro Charts
- VIVAskop
- VIVA Sounds
- VIVA Spezial
- VIVA Spezial Live
- VIVA Streaming Charts
- VIVA Top 20 Singlecharts
- VIVA Top 30 Singlecharts
- VIVA Top 40 Singlecharts
- VIVApedia
- VIVAs Most Wanted Charts
- VIVA Wecker
- Vivasion
- Wordcup
- World of Bits
- Your Choice

### Japan
- AIKa (VOX)
- Angel Sanctuary (VOX)
- Arjuna (VOX)
- Blue Submarine No.6 (VOX)
- Candidate for Goddess
- Detektiv Conan (RTL II)
- Hellsing
- Inu Yasha (MTV2 Pop)
- Najica (VOX)
- Naruto (RTL II)
- Noir
- One Piece (RTL II)
- Sailor Moon (ZDF/RTL II)
- Tsubasa Chronicles (Animax)
- X

### Kanada
- Crash Canyon (MTV)
- Degrassi: The Next Generation (MTV)
- Instant Star
- Kenny vs. Spenny (Comedy Central)
- Style Star
- Todd and the Book of Pure Evil

### USA
- 10 Dinge, die ich an dir hasse
- All Access
- American Dad (MTV)
- America’s Best Dance Crew (MTV Entertainment)
- America’s Next Top Model
- Are You the One? (MTV)
- Awkward – Mein sogenanntes Leben
- Beavis and Butt-Head (RTL II)
- Big Time Rush (Nickelodeon)
- Blue Mountain State (MTV)
- Britney & Kevin: Chaotic
- Brothers Green: EATS! (MTV)
- Bully Beatdown (MTV)
- Catfish: The TV Show (MTV)
- Celebrity Deathmatch (MTV)
- Chaos City (ProSieben)
- Clueless (ProSieben)
- Community (ProSieben)
- Crank Yankers – Falsch verbunden!
- Criss Angel Mindfreak (MTV)
- Death Valley (MTV)
- Die Pinguine aus Madagascar (Nickelodeon)
- Die Ren & Stimpy Show (Nickelodeon)
- Disaster Date (MTV)
- Drake & Josh (Nickelodeon)
- Drawn Together (MTV)
- Family Guy (ProSieben)
- Fist of Zen (MTV)
- Friends (Sat.1)
- Friendzone (MTV)
- Futurama (ProSieben)
- Geordie Shore (MTV)
- Gigantic
- Glee (RTL)
- Guy Code
- Happy Endings (Comedy Central)
- Happy Tree Friends (MTV)
- Hell’s Kitchen (DMAX)
- Holly’s World (E! Entertainment Television)
- I Used to Be Fat (MTV)
- iCarly (Nickelodeon)
- Jackass (MTV)
- Jersey Shore (MTV)
- Jessica Simpson: The Price of Beauty (MTV)
- Keeping Up with the Kardashians (E! Entertainment Television)
- Kendra
- Laguna Beach
- Moving In (MTV)
- MTV’s Bugging Out (MTV)
- MTV Made (MTV)
- MTV World Stage (MTV)
- My Life as Liz (MTV)
- My Super Sweet 16 (MTV)
- My Super Sweet World Class (MTV)
- Nitro Circus (MTV)
- O.C., California (ProSieben)
- One Tree Hill (ProSieben)
- Outback Jack
- Pam: Girl on the Loose (E! Entertainment Television)
- Pimp My Ride (MTV)
- Plain Jane (MTV)
- Plain Jane International (MTV)
- Pranked (MTV)
- Project Runway (The Biography Channel)
- Proving Ground
- Punk’d (MTV)
- Ridiculousness
- Robot Chicken
- Sabrina – Total Verhext! (ProSieben)
- Say It in Song (MTV)
- Scandalicious
- Scarred (MTV)
- skins USA (MTV)
- Snooki & JWoww (MTV)
- Snoop Dogg’s Father Hood
- South Park (RTL)
- SpongeBob Schwammkopf (Super RTL)
- Teen Mom 2 (MTV)
- Teen Mom OG (MTV)
- The Dudesons in America (MTV)
- The Girls of the Playboy Mansion
- The Hard Times of RJ Berger (MTV)
- The Hasselhoffs’
- The Hills (MTV)
- The Pauly D Project (MTV)
- The Ride (MTV)
- The Short List
- The Simple Life (ProSieben)
- Then and Now (E! Entertainment Television)
- True Jackson (Nick Premium)
- Ugly Americans (Comedy Central)
- Undateable
- Underemployed (MTV)
- Up All Night (Comedy Central)
- Video Love (MTV)
- WakeBrothers
- Young & Married
- Zoey 101 (Nickelodeon)

### Vereinigtes Königreich
- Brainiac
- Da Ali G Show
- Ex on the Beach (MTV)
- Flash Prank (MTV)
- Na und?!
- Rude Tube (Comedy Central)
- S Club 7 in L.A.
- S Club 7 in Miami
- Travel Sick